# كيم هاثورن
كيم هاثورن (بالإنجليزية: Kim Hawthorne)‏ هي ممثلة أمريكية، ولدت في القرن العشرين في جيرسي سيتي في الولايات المتحدة.

## أعمال

### مسلسلات
- عالم آخر

## وصلات خارجية
- كيم هاثورن على موقع IMDb (الإنجليزية)
- كيم هاثورن على موقع قاعدة بيانات الفيلم (الإنجليزية)